# Уйменское сельское поселение
Уйменское сельское поселение — муниципальное образование в Чойском муниципальном районе Республики Алтай России. Административный центр — село Уймень.

## География
Расположено в юго-восточной части Чойского муниципального района.
Площадь сельского поселения составляет 139100 гектаров.
Граничит с Каракокшинским и Ыныргинским сельскими поселениями, а также Турочакским, Улаганским, Онгудайским и Чемальским муниципальными районами.
Протяженность автодорог местного значения: 1 км.

## История
Уйменское сельское поселение на территории Чойского муниципального района было образовано в результате муниципальной реформы в 2006 году.

## Население
| 2010 | 2011 | 2012 | 2013 | 2014 | 2015 | 2016 |
| ---- | ---- | ---- | ---- | ---- | ---- | ---- |
| 372  | →372 | ↗376 | ↗381 | ↗387 | ↗397 | ↘387 |
| 2017 | 2018 | 2019 | 2020 | 2021 |      |      |
| ↘381 | ↘379 | ↘373 | ↘365 | ↘340 |      |      |

## Состав сельского поселения
| № | Населённый пункт | Тип населённого пункта       | Население |
| - | ---------------- | ---------------------------- | --------- |
| 1 | Уймень           | село, административный центр | ↘340      |